# Slachting in Singapore

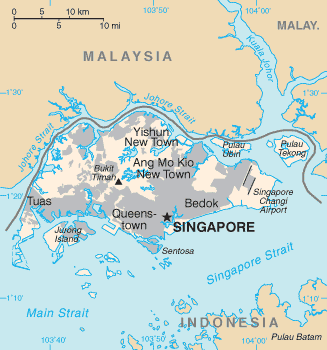
Een overzicht van de stadstaat Singapore.

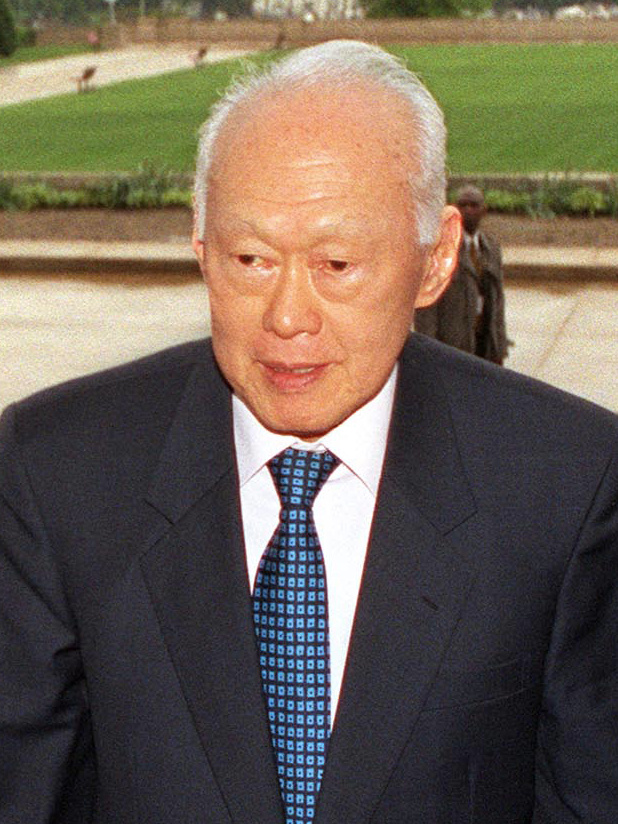
Lee Kuan Yew was de eerste premier van Singapore (1959-1990)

Slachting in Singapore is een spionageroman van auteur Gérard de Villiers en is het 42e deel uit de S.A.S.-reeks met als protagonist de Oostenrijkse prins en freelance CIA-agent Malko Linge.

## Het verhaal
Sinds Lee Kuan Yew tot minister-president van Singapore is benoemd en de “Nieuwe Orde” heeft afgekondigd heerst hij met harde hand over de stadstaat. Onder deze omstandigheden is het Tong Lim gelukt van eenvoudige arbeider uit te groeien tot miljonair.
De plaatselijke vertegenwoordiger van de CIA in Singapore wordt dood aangetroffen en blijkt door krokodillen te zijn verscheurd.
Malko wordt op onderzoek uitgestuurd. Hij ontdekt dat Tong Lim is benaderd door Tan Ubin om opdrachten uit te voeren voor de CIA. Malko's onderzoek wordt echter bemoeilijkt door Chinese triades. Een van deze bendes is de “Bende van Vlinders” en wordt geleid door een vrouw, Linda. Zij zet Malko uiteindelijk op het juiste spoor. Maar welke rol speelt Margret, de dochter van Tong Lim hierin?

## Personages
- Malko Linge, een Oostenrijkse prins en CIA-agent;
- John Melrose, Midden-Oosten- en Arabiëspecialist en in het bijzonder van de fundamentalistische islam.
- Tong Lim, een Singaporees mulimiljonair;
- Margaret Lim, de dochter van Tong Lim;
- Tan Ubin, de plaatselijke vertegenwoordiger van de CIA;